# Quiet Riot
I Quiet Riot sono un gruppo musicale heavy metal statunitense, fondato a Los Angeles nel 1975 da Randy Rhoads e Kelly Garni.

## Storia

### Le origini
All'età di 17 anni, Randy Rhoads assieme al suo miglior amico Kelly Garni al basso, fondarono i Little Woman.
Kevin DuBrow venne chiamato a fare un'audizione nella cucina di Randy dopo aver convinto Rhoads e Garni a dargli una possibilità. La formazione venne completata dal batterista Drew Forsyth, che aveva già suonato con Rhoads e Garni in passato.
Con Kevin DuBrow alla voce, Kelly Garni al basso, Drew Forsyth alla batteria e il leggendario Randy Rhoads alla chitarra, inizia ufficialmente nel 1975 l'avventura della band che poco dopo cambierà nome in Quiet Riot, nome che venne deciso da DuBrow, prendendo ispirazione da Richard Parfitt, chitarrista del gruppo inglese Status Quo.
Registrano il loro primo EP nel maggio 1975, con la casa discografica del loro manager, la Magic Wand Records. Seguono poi diversi concerti nei club della Sunset Strip come il Whisky a Go Go, The Starwood e Roxy Theatre, trovando un'etichetta disposta al contratto, la Casablanca Records che però ritirò poco dopo l'offerta. Successivamente trovarono un accordo con la Buddah Record che dichiarò bancarotta poco dopo. Finalmente riuscirono a firmare un accordo per la CBS/Sony in Giappone, con cui pubblicarono due album; l'omonimo Quiet Riot nel 1978 e Quiet Riot II nel 1979, i quali non vennero però pubblicati negli U.S.A., la loro nazione d'origine, ma solo in Giappone, a causa di vincoli contrattuali. Proprio in Giappone venne a formarsi una schiera di appassionati del gruppo, che convinsero i quattro a progettare una tappa anche nel paese asiatico, ma ciò non avvenne mai. Nel 1978, il primo bassista Kelly Garni venne sostituito da Rudy Sarzo che registrò il secondo album. I due dischi però non ottennero un gran successo. Nel 1979, Randy Rhoads, con la raccomandazione del futuro bassista dei Vinnie Vincent Invasion e degli Slaughter Dana Strum, decise di presentarsi ad un'audizione per Ozzy Osbourne, che da poco abbandonati i leggendari Black Sabbath, decise di intraprendere la carriera solista. Osbourne decise subito di arruolare Randy dopo aver scartato l'altro possibile candidato George Lynch, poi famoso con i Dokken. Rhoads deciderà di entrare nella sua band, raccomandando Greg Leon (che poco dopo entrerà proprio nei Dokken prima di Lynch) come suo sostituto nei Quiet Riot. I Quiet Riot si esibirono l'ultima volta il 27 ottobre 1979, con Rhoads, mentre durante il periodo con Greg Leon non suonarono alcuno show.
I Quiet Riot si riunirono quasi un anno dopo con Randy Rhoads, nel mese di maggio del 1980, esibendosi per tre date al The Starwood con i Dokken, ma dopo queste, la band si sciolse definitivamente.
Dopo ciò, Randy Rhoads entrerà ufficialmente nella band di Ozzy ed esordirà nel primo concerto il 12 settembre 1980 tenuto all'Apollo Theatre di Glasgow, Scozia.
Il bassista dei QR Rudy Sarzo tempo dopo raggiunse Rhoads, dopo aver passato un breve periodo negli Angel sostituendo Felix Robinson nel 1981, poi raggiunse Ozzy sostituendo il precedente Bob Daisley.
Con Ozzy, Rhoads pubblicherà gli album Blizzard of Ozz (1981) e Diary of a Madman (1981) e il live album Tribute (1987); mentre Sarzo suonò per Ozzy solo in esibizioni dal vivo, ed è presente nei live album, Speak of the Devil (1982) e Tribute (1987) (entrambi i live registrati tra l'81 e l'82).
Rhoads con Ozzy Osbourne cominciò ad ottenere un enorme successo e ad attirare un grande pubblico, e questo provocò anche l'interessamento del pubblico alla sua band precedente, i Quiet Riot, e la richiesta degli album della band. Probabilmente sarà per questo motivo che i Quiet Riot riusciranno in futuro ad ottenere un contratto discografico ed un enorme successo.

### La rinascita e il successo
A seguito della dipartita di Rhoads, DuBrow incontra a Los Angeles il batterista Frankie Banali (anche lui amico di Osbourne, che con lui aveva suonato qualche sessione in studio), con cui decide di intraprendere un nuovo progetto chiamato i "DuBrow". Randy, prima della sua partenza, aveva contattato, assieme a Kevin, un chitarrista chiamato Greg Leon. Leon trascinò nella formazione anche il bassista della sua band, i "Suite 19", Gary Van Dyke. Realmente queste formazioni dei DuBrow videro il passaggio di molti musicisti, tra cui anche il chitarrista Mitch Perry ed il bassista dei Ratt e Dokken Juan Croucier. Poco dopo però Perry deciderà di raggiungere l'ex cantante dei Deep Purple Glenn Hughes, mentre anche Croucier tornò nei Dokken e nei Ratt. Dopo il passaggio di diversi musicisti, la formazione si consolidò con i fratelli Carlos (chitarra) e Tony Cavazo (basso).
Il produttore Spencer Proffer (noto per i lavori con i Black Sabbath) notò la band, e decise di produrre una loro demo di cinque brani. Ma questa non venne accolta da nessuna etichetta.
Poco tempo dopo avvenne la tragica morte di Randy Rhoads in un incidente aereo nel marzo 1982 durante il "Diary of a Madman tour" con Ozzy. Il bassista Rudy Sarzo, dopo alcuni mesi, abbandonò la band di quest'ultimo a settembre e tornò a Los Angeles reincontrando DuBrow, ed entrando nella sua band nello stesso settembre sostituendo il bassista provvisorio Tony Cavazo (che poi formerà gli Hurricane con il fratello di Rudy, Robert Sarzo). La formazione venne completata e la band decise di riprendere il nome di "Quiet Riot", mentre il produttore Proffer trovò un accordo per la Pasha Records che convinse finalmente la Sony a firmare un contratto.
Tornarono immediatamente in studio per completare il lavoro, e l'11 marzo 1983 venne pubblicato Metal Health, album che segnò la rinascita della band.

Il disco vendette circa cinque milioni di copie, accompagnato dal primo singolo "Metal Health". Fu il terzo album della band statunitense, ma in realtà il primo ad essere pubblicato negli Stati Uniti. Seguirono tour di successo negli Stati Uniti al fianco di grandi nomi come Scorpions, ZZ Top, Loverboy, Black Sabbath. Ma fu solo nell'agosto di quell'anno che la band ottenne i maggiori riscontri col singolo "Cum on Feel the Noise" (cover degli Slade) che si piazzò quinto nelle classifiche di Billboard per due settimane consecutive. I live continuano anche in Europa, tra questi, un'esibizione al "Rockplast Metal Festival" di Dortmund, Germania, al fianco di Krokus, Def Leppard, Ozzy Osbourne e M.S.G..
Dopo un tour mondiale, seguì l'anno successivo il disco Condition Critical. Come nel disco precedente, il quartetto reinterpretò un'altra vecchia hit degli Slade, "Mama Weer All Crazy Now", nel tentativo di scalare nuovamente le classifiche, adottando la stessa formula. L'album secondo le previsioni, avrebbe dovuto bissare il successo del precedente ma non ci riuscì pur rimanendo stilisticamente identico.
Condition Critical vendette circa due milioni di copie e si piazzò 15º nelle classifiche di Billboard. Benché il sound del gruppo rimase in pratica inalterato rispetto a Metal Health, questo seguito non ottenne quindi la stessa fama; in ogni modo i Quiet Riot rimasero anche per quel 1984 una delle band più rappresentative della scena heavy metal statunitense.
Nel 1985 parteciparono al Hear 'n Aid organizzato da Ronnie James Dio, un progetto composto noti membri di molti gruppi heavy metal, i cui ricavati sarebbero andati in beneficenza per la carestia che affliggeva l'Etiopia in quel periodo. Parteciparono al progetto band come Iron Maiden, Judas Priest, Yngwie Malmsteen e moltissimi altri; tutti insieme registrarono la canzone "Stars", scritta da R.J. Dio e Frankie Banali.

### Il declino e lo scioglimento

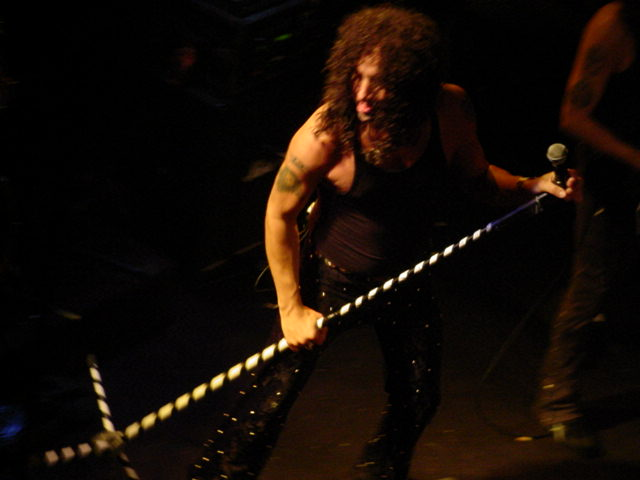
DuBrow in concerto.

Nel 1985 il bassista Rudy Sarzo lasciò i Quiet Riot, e darà inizio ad un nuovo superprogetto chiamato M.A.R.S. assieme ad altri importanti musicisti, ovvero Tony MacAlpine, Tommy Aldridge e Rob Rock. Sarzo venne sostituito da Chuck Wright, altro talentuoso bassista proveniente dai Giuffria; ma è proprio da questo momento in poi che incominciò il declino dei Quiet Riot.
All'inizio del 1986, con il nuovo bassista (che già aveva collaborato con la band nella realizzazione dei due album precedenti), il quartetto questa volta tentò una nuova carta cambiando formula con QRIII, album dal suono molto più melodico e cromato, ispirato a gruppi che proponevano un heavy metal più melodico e AOR (vedi Def Leppard, Europe o Bon Jovi).
Il quinto membro (non ufficiale) che aggiunse le tastiere al sound dei Quiet Riot fu Jeff Naideau. L'album riscosse pochissimo successo, anche negli stessi Stati Uniti: si piazzò 31º nelle classifiche di Billboard, e non vinse alcun disco d'oro, vendendo mezzo milione di copie. QRIII contiene comunque buoni pezzi "hard" come "The Wild and the Young", vera perla dei Quiet Riot, per la quale fu anche girato un video ed il brano uscì nell'omonimo singolo, e canzoni misconosciute (ma di valore) come "Slave to love" (una canzone scritta con la collaborazione di Stan Bush). Nello stesso anno venne pubblicata una VHS contenente tutti i videoclip dei singoli che avevano lanciato il gruppo, intitolato Bang Thy Head (1986).
Come si sa, la mancanza di successo porta a contrasti, e ciò accadde anche ai Quiet Riot: all'inizio 1987, dopo travagliate vicende, il cantante fondatore Kevin DuBrow, proprio l'unico dei membri originali, venne cacciato dalla band. Fu rimpiazzato nell'aprile del 1987 da Paul Shortino, che proprio per ottenere questo ruolo aveva abbandonato i Rough Cutt (altro gruppo che aveva partecipato all'Hear 'n Aid). Un'altra sostituzione portò, al posto di Chuck Wright, il bassista Sean McNabb (anch'egli in precedenza nei Rough Cutt con Shortino) e la band incominciò a lavorare su un nuovo album, che fu chiamato (come il primo album), Quiet Riot, il quale apparì nelle vetrine dei negozi nel 1988.
Il disco fu un vero e proprio disastro commerciale (si piazzò 119º negli U.S.A.) e questo fu dovuto forse in parte ai travagliati cambi che la band aveva subito e che avevano modificato il vincente equilibrio del quartetto 1982-1986. Alla fine di un deludente tour mondiale, nel 1989 dal quale venne tratto il DVD '89 Live in Japan della loro performance in Giappone (pubblicato solo nel 2004), la band si sciolse (per la seconda volta) nel 1989. Il batterista Frankie Banali accettò l'invitante proposta da parte dei W.A.S.P. e suonò qualche data anche come turnista per i Faster Pussycat. Intanto nel 1990 viene pubblicata la prima raccolta dedicata alla band, Winners Take All per la Sony Music, che comprenderà anche il brano "King of the Hill" dell'era Shortino.
Shortino e McNabb continuarono a collaborare assieme formando i Badd Boyz e successivamente riformando i Rough Cutt, mentre più tardi sempre McNabb entrerà nei Great White. Banali nel 1991 formerà un nuovo progetto chiamato Heavy Bones assieme all'ex cantante dei Cats in Boots Joel Ellis e l'ex bassista degli Hellion Rex Tennyson.

### La Reunion (1991)

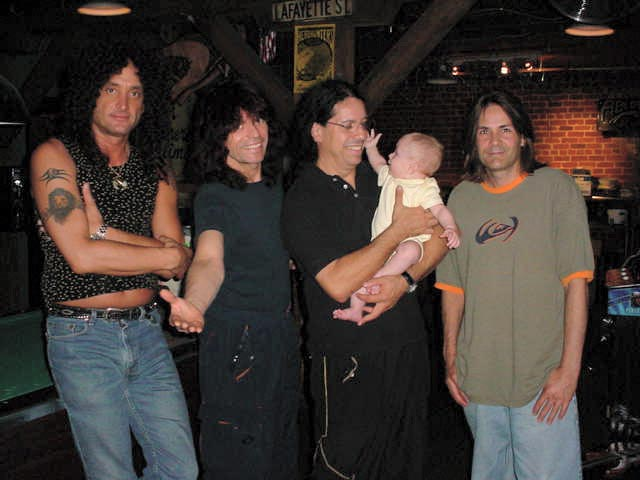
La band in una foto del 2002.

Nel gennaio del 1990, DuBrow fondò una nuova band col nome di "Little Woman" (che era il nome della band con Randy Rhoads prima di cambiare nome in Quiet Riot nel 1975), con il chitarrista Sean Manning, il bassista Kenny Hillery e il batterista Pat Ashby.
Ma DuBrow e il chitarrista Carlos Cavazo che avevano conservato un rapporto d'amicizia, fondarono nel 1991 una band chiamata The Heat, a cui si aggiunsero il bassista Kenny Hillery e l'ex batterista dei Rainbow Bobby Rondinelli, poi sostituito da Frankie Banali (che continuava in ogni caso il progetto parallelo con i W.A.S.P. e con i Blackthorne). Cambiarono il nome in Quiet Riot e registrarono nel 1993 l'album Terrified, che segnò il ritorno della band statunitense negli anni 90. In quello stesso 1993, in occasione dell'anniversario della morte di Randy Rhoads, Kevin DuBrow pubblicò una collezione di canzoni del periodo 1975-1981, con alcuni brani inediti, versioni live ed altri pezzi con nuove parti vocali ri-registrate dallo stesso DuBrow: questa interessante raccolta verrà intitolata The Randy Rhoads Years.
Per la canzone "Picking Up the Pieces" fu anche assemblato un video con vari spezzoni dell'epoca Rhoads.
Hillery abbandonò il progetto nel 1994 ed al suo posto fu richiamato il bassista Chuck Wright, il cui avvento restaurò l'antica formazione 1985-1987. In questo periodo il gruppo si dedicò alla registrazione di Down to the Bone. Da questo momento in poi la band decise di prendere una taglia molto meno commerciale rispetto al passato e non realizzò più alcun singolo, né video, probabilmente perché non più supportati da alcuna major. L'ultimo singolo pubblicato dalla band fu "Little Angel", estratto da Terrified.
L'album Down to the Bone, per il quale collaborarono molti artisti, fu pronto per il 1995.
Kenny Hillery si suicidò il 5 giugno 1996 all'età di 26 anni.
Lo stesso anno la band realizzò la raccolta Greatest Hits, in cui vennero esclusi brani del periodo Randy Rhoads e degli anni novanta, ma vennero incluse alcune tracce dell'album omonimo del 1988 con Shortino.
La formazione classica DuBrow, Cavazo, Banali e il ritrovato Rudy Sarzo, si riunisce nel maggio 1997, e iniziando alcuni tour tra Los Angeles, Canada e Las Vegas. In questo periodo registrarono anche la reinterpretazione "Higway to Hell" degli AC/DC per il tribute album Thunderbolt: A Tribute To AC/DC.
Il tour non ottenne successo, e la band prese una pausa per diverso tempo. Dopo aver suonato in Inghilterra con gli UFO, il gruppo pubblicò l'album in studio Alive and Well nel 1999, che conteneva tra i vari brani, anche la voce di "Highway to Hell". Parteciparono al "Rock Never Stop Tour" al fianco di grandi artisti come Ted Nugent, Slaughter e Night Ranger. Nello stesso anno viene pubblicata un'altra raccolta, Super Hits per la Epic Records, mentre l'anno seguente uscirà un'altra raccolta, The Collection.
Seguì l'album Guilty Pleasures (2001) che venne ben accolto dalla critica, rivelandosi uno tra i migliori album del gruppo negli ultimi anni.
Dopo diverse date in giro per il mondo, partecipano anche al "Glam Slam Metal Jam" di San Antonio, Texas, il 26 maggio 2001 al fianco di Poison, Warrant, BulletBoys, Great White e Enuff Z'nuff.
Nel 2003 pubblicarono il DVD Live in the 21st Century, contenente una performance live al Key Club di Hollywood nel 2003, e contenuti speciali con immagini datate anni settanta, quando dietro alle sei corde era ancora presente Randy Rhoads.
Il gruppo si sciolse ufficialmente nel 2003 e Rudy Sarzo entrò nei Dio gli anni seguenti.
Mentre nel 2004 viene pubblicato il DVD '89 Live in Japan, ovvero il tour in Giappone nel 1989, nel periodo col cantante Paul Shortino, proponendo principalmente brani dell'album con quest'ultimo.

### La Reunion (2005)
La riunione del 2005 prevedeva la seguente formazione DuBrow, Banali, Wright e il nuovo chitarrista Alex Grossi. La band partecipò al Rock Never Stops Tour 2005 assieme ai Cinderella, Ratt, e FireHouse e pubblicò la nuova raccolta Live & Rare Volume 1.
Kevin DuBrow realizzò anche un album solista intitolato In for the Kill, un cover album composto brani degli artisti anni settanta che più lo influenzarono.
Nel gennaio 2006, Chuck Wright e Alex Grossi abbandonarono la band, e per la registrazione del nuovo album il gruppo contattò il chitarrista Tracii Guns (L.A. Guns, Brides of Destruction) il quale poi abbandonò due settimane dopo, d'accordo con Kevin e Frankie per incongruenze musicali. Il cantante ed il batterista allora si servirono di membri temporanei per completare il lavoro già iniziato con Alex Grossi e Chuck Wright, quali Neil Citron alla chitarra e Tony Franklin al basso. Il 3 ottobre 2006 esce il nuovo album di studio Rehab, mentre tornano improvvisamente nella band il bassista Chuck Wright e il chitarrista Alex Grossi, ed i QR ora riformati iniziano il tour di supporto all'album.
Il 25 novembre 2007 una tragedia scuote la band: il cantante Kevin DuBrow viene trovato morto nella sua abitazione. Ulteriori notizie giunte nei giorni seguenti indicano che la causa della morte, avvenuta peraltro 6 giorni prima, il 19 novembre, e un'overdose di cocaina. Il 14 gennaio 2008 il batterista della band Frankie Banali annuncia lo scioglimento dei Quiet Riot. Il gruppo viene ricordato trionfalmente nella colonna sonora del film The Wrestler, dove viene incluso il brano "Bang Your Head (Metal Health)", che può essere sentito proprio all'inizio del film.

### La Reunion (2010-oggi)
Nel settembre 2010 Frankie Banali riattiva i Quiet Riot scegliendo Mark Huff come nuovo vocalist; la formazione viene completata da Alex Grossi alla chitarra e Chuck Wright al basso e con questa formazione viene fatto un nuovo tour negli Stati Uniti.
Nel 2017 Jizzy lascia il posto di cantante a James Durbin  con il quale i Quiet Riot produrranno il loro tredicesimo album Road Rage e continueranno a suonare live fino al 2019 quando Durbin, subito dopo aver completato le registrazioni del tredicesimo album (Hollywood Cowboys), lascia il gruppo al suo posto rientra Jizzy Pearl.
Nel 2020 scompare Frankie Banali, e viene sostituito da Johnny Kelly, già noto per la sua militanza nei Type O Negative, mentre nel 2021 Chuck Wright viene sostituito dal rientrante Rudy Sarzo.

## Formazione

### Formazione attuale
- Jizzy Pearl - voce (2013-2016, 2019-presente)
- Alex Grossi - chitarra (2005, 2006-2008, 2010-presente)
- Rudy Sarzo - basso (1978-80, 1982-85, 1987, 1997-2003, 2021-presente)
- Johnny Kelly - batteria (2020-presente)

### Ex componenti
- Kelly Garni - basso (1975-78)
- Kevin DuBrow - voce (1975-1987, 1991-2007)
- Frankie Banali - batteria (1981-2008, 2010-2020)
- Chuck Wright - basso (1982, 1985-87, 1995-96, 2005, 2006-2008, 2010-2021)
- Paul Shortino - voce (1987-1991, 2001)
- Mark Huff - voce (2010-2012)
- Randy Rhoads - chitarra (1975-1980, 1982)
- Greg Leon - chitarra (1979)
- Carlos Cavazo - chitarra (1981-03)
- Neil Citron - chitarra (2006)
- James Durbin - voce (2017-2019)
- Juan Croucier - basso (1981)
- Tony Cavazo - basso (1981-82)
- Sean McNabb - basso (1987-89)
- Kenny Hillery - basso (1991-94)
- Tony Franklin - basso (2006)
- Drew Forsyth - batteria (1975-1980)

## Discografia

### Album in studio
- 1978 - Quiet Riot
- 1978 - Quiet Riot II
- 1983 - Metal Health
- 1984 - Condition Critical
- 1986 - QR III
- 1988 - Quiet Riot
- 1993 - Terrified
- 1995 - Down to the Bone
- 1999 - Alive and Well
- 2001 - Guilty Pleasures
- 2006 - Rehab
- 2014 - Quiet Riot 10
- 2017 - Road Rage
- 2019 - Hollywood Cowboys

### Raccolte
- 1990 - Winners Take All
- 1993 - The Randy Rhoads Years
- 1996 - Greatest Hits
- 1999 - Super Hits
- 2000 - The Collection
- 2005 - Live & Rare Volume 1
- 2005 - New and Improved

### Altre apparizioni
- 1998 - Thunderbolt: A Tribute To AC/DC

### Singoli ed EP
- 1975 - Magic Word (Suicidal Show, Just How You Want It, West Coast Tryouts)
- 1977 - It's Not So Funny
- 1979 - Slick Black Cadillac
- 1983 - Live Riot
- 1983 - Metal Health
- 1983 - Cum On Feel the Noize
- 1983 - Slick Black Cadillac (live)
- 1984 - Mama Weer All Crazee Now
- 1984 - Party All Night
- 1984 - Winners Take All
- 1984 - Bad Boy
- 1986 - The Wild and the Young
- 1986 - Twilight Hotel
- 1988 - Stay With Me Tonight
- 1993 - Little Angel

## Video
- 1986 - Bang Thy Head
- 2003 - Live in the 21st Century
- 2004 - '89 Live in Japan

### Videoclip
- Metal Health (dall'album Metal Health)
- Cum On Feel The Noize (dall'album Metal Health)
- Mamma Were All Crazy Now (dall'album Condition Critical)
- Party All Night (dall'album Condition Critical)
- The Wild and The Young (dall'album QRIII)
- Twilight Hotel (dall'album QRIII)
- Stay With Me Tonight (dall'album Quiet Riot)
- Picking Up The Pieces (dall'album The Randy Rhoads Years)